# Elisabeth Micheler-Jones
Elisabeth Micheler-Jones (n. 30 aprilie 1966, Augsburg, Germania) este o canoistă germană, medaliată olimpică. A participat la 2 ediții ale Jocurilor Olimpice (1992, 1996) în care a câștigat o medalie de aur.